# 会計検査院 (フランス)

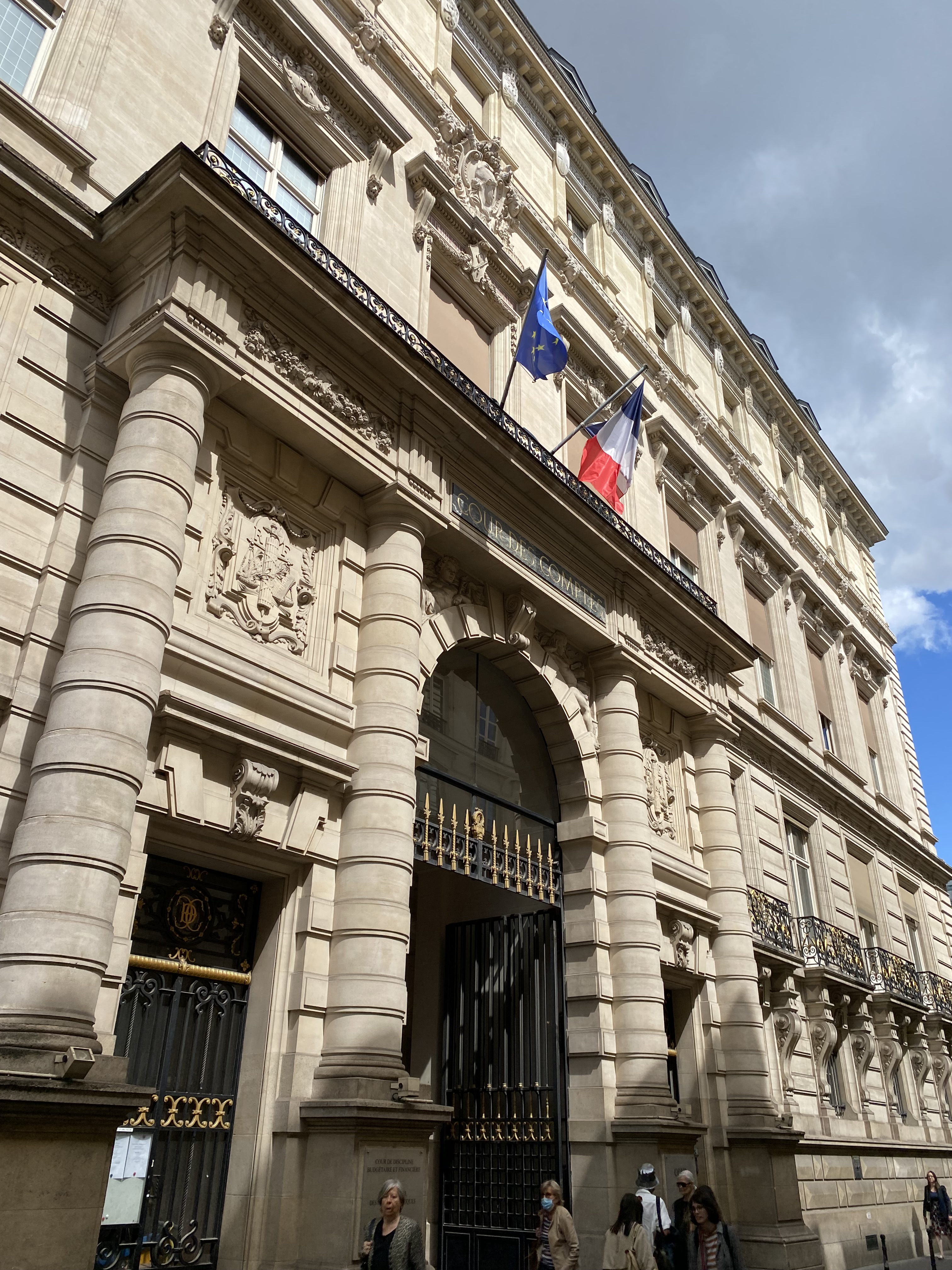
パリのカンボン通り13番地に所在する会計検査院。

会計検査院（Cour des Comptes）は、フランスの最高監査機関及びフランス法における行政裁判所。そのため、フランス政府の立法府および行政府から独立しているが、1946年および1958年のフランス憲法では、同裁判所は、政府の支出を規制する上で内閣および議会を支援する義務を負うとされている。このように、同裁判所は、コモンロー諸国における大蔵裁判所、会計検査院、監査院などの機能を併せ持っている。また、グラン・コール・ド・レタ（Grands corps de l'État）であり、主に国立行政学院（ENA）を卒業した優秀な学生を採用する。
その起源は中世に遡り、14世紀初頭に永久に設置されたフランス王国会計検査院（Chambres des comptes）を継承するものと考えられている。1807年、ナポレオンによって再興された。
その任務は、会計監査、グッドガバナンス監査、フランス議会および行政への情報提供・助言の3つである。同裁判所は、会計の良好な形式と公金の適切な取り扱いを検証する。その任務は、中央政府、国営企業、社会保障機関（1950年以降）、その他の公共サービス（1976年以降）など、ほとんどの公共機関と一部の民間機関を対象としている。

## 歴史

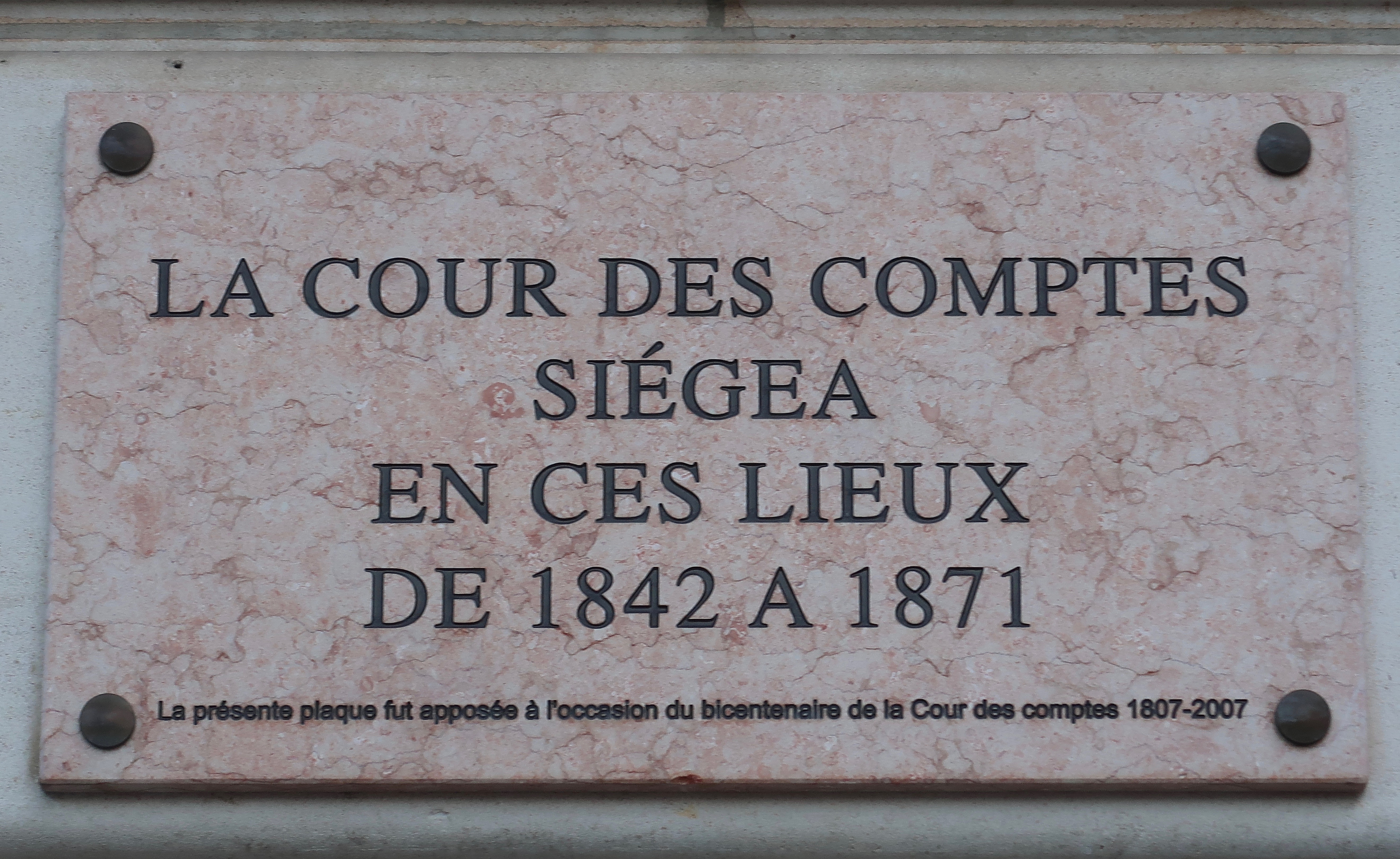
かつてオルセー宮にあった裁判所（現在はオルセー美術館の建物にある）を記念するプレート

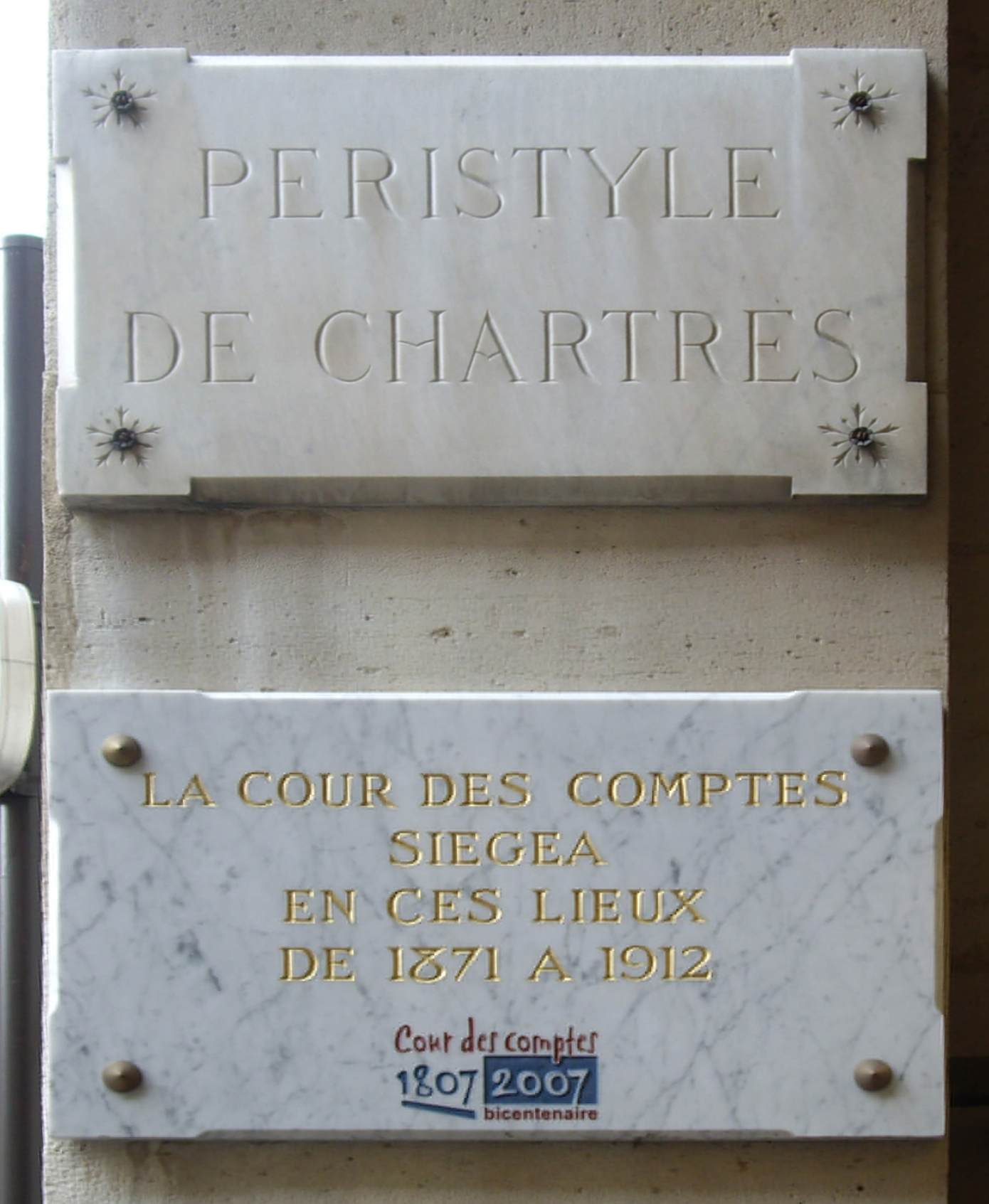
パレ・ロワイヤルにあった裁判所跡を記念するプレート

アンシャン・レジーム時代、監査院はシテ宮にあり、サント・シャペルとコンシェルジュリーの間に位置していた。1740年には、ジャック・ガブリエルが設計した同じ建物内にある新しい建物に移ったが、この建物は現存していない。
1807年9月16日付の法律により、ナポレオンが会計検査院を改組した。1842年には、シテ島からオルセー宮に移された。1871年5月、パリ・コミューンの終わりにオルセー宮は火事で全焼し、コンプト宮は一時的にパレ・ロワイヤルに移された。ルーヴル宮殿のマルサン棟への移転も検討されたが、アーカイブの一部しか移されず、1897年にマルサン棟は現在の装飾美術館に帰属することになった。その代わりに、会計検査院専用の新しい事務所を建設することが決定された。
カンボン通りの新しい建物は、建築家コンスタン・モヨーが設計し、1911年10月にモヨーの死後はポール・グアデが、近くにノートルダム・ド・ラソンプションとして現存する旧修道院の跡地を利用した。1912年、アルマン・ファリエール大統領によって落成式が行われた。1世紀以上経った今でも、この場所には会計監査院がある。

## 構成
会計検査院院長（premier président）は、内閣府令によって任命される。一旦任命されると、裁判所長官と部会長の任期は保証される。会計検査院には、主任検事、主任副検事、2名の副検事からなる検察庁があり、裁判所において政府を代表している。裁判所は7つの部に分かれており、各部には30人近い判事及び副判事、部長がいる。管轄は金融、医療・社会保障など、一般的にテーマ別に7つの部に分かれている。2020年6月より、ピエール・モスコヴィシが裁判所長官を務めている。フィリップ・セギンの死後、2010年に就任したディディエ・ミゴーの後を引き継いだ。その他の司法官は、一般に階級によって3つのグループに分けられる。
- conseillers-maîtres
  - パネルでの審議、審理、判定を行う。
- conseillers référendaires
  - 2つのクラスに分け、ケースマネジメントを担当する。
- auditeurs
  - 2組に分かれ、聴聞会の主宰、証拠収集、監査、報告を行う

すべての司法官は，国立行政学院（ENA）を卒業するか、inspection générale des Financesから採用された者である。

## 管轄及び義務

### 本来の管轄
会計検査院は、公認会計士、経営者、政府の会計士が作成した会計を監査し、裁決する原判決権を有している。また、公認会計士として認定されていない者も監査する権限を有している。会計が正しいと判断された場合、裁判所は、会計士を解任するためのクワイタス（Quietus）を発行する。また、会計が誤りであることが判明した場合、債務不履行者に対しては引き落とし命令が出される。どちらの命令も、裁判所で控訴するか、フランスの最高裁判所で最終的に上告できる。
監査が重視する点は以下。
- 政府会計、予算、資金
- 公営企業
- 国家・公共機関、社会保障機関、公社の子会社・孫会社
- 政府出資の団体
- 公的資金による団体

### 控訴審の管轄
下級審の判決は、言い渡されてから2ヶ月以内であれば、主席審問裁判所に上訴することができる。その後、当事者がまだ満足していない場合は、最終的に会計検査院が審理を行う。
会計検査院は、完全に独立して監査計画を組み、非常に広範な審査と検証の権限を与えられている。監査院は、毎年監査報告書を発行し、フランス大統領と議会に提出する。この報告書は、政府の不適切な、あるいは不正の可能性のある業務について詳細に説明し、貧弱な統治と公的資金の使用を批判するものである。裁判所はまた、認可担当者（ordonnateurs）とその支出を監査している。

## 監査手順
不正行為の報告に加えて、裁判所は、公的な財務・予算担当者、回収機関、または国庫部門、例えば財務官、給与支払者、徴税人、公認会計士の会計を判断し、報告が遅れた場合は罰金を科すことができる。このような場合、裁判所は、公会計担当者の過失により国家のために不当に支払った、あるいは回収できなかった金額の正確な額について罰金を科す。デベット（débet）はラテン語で「彼は負っている」という意味で、金額に制限はなく、債務不履行者に対して行われ、債務不履行者は国の債務者となる。そのため、公認会計士や行政書士は、履行責任保険に加入しなければならない。しかし、滞納者が全額を自己負担することは不可能であるため、大蔵省が滞納の軽減を認めることがよくある。会計監査が行われ、債務不履行でないことが判明した場合、裁判所は役人を無罪放免し、会計を清算する「クワイタス（arrêt de quitus or arrêt de décharge）」を発行する。

## 地方監査
会計検査院はChambres régionales des comptesと呼ばれる27の地方下級財務裁判所の上位に位置し、その長を務めている。会計検査院は、財務の流れに関する行政の長であり、控訴裁判所として地方裁判所からの控訴を審理し、規則公布命令や行政命令を出す役割を果たしている。地方監査院は1982年に設立され、会計検査院の重い負担を軽減するために設立された。設立以来、フランス本土およびその海外依存国の地方、県、地域の会計に関するほとんどの案件を原裁判管轄としている。つまり、会計監査だけでなく公共機関の監査も行い、不正や横領、横領がないかをチェックするのである。予算の不一致があった場合、裁判所は地方県知事に介入を求め、予算の問題が是正されるまで公的資金の取り扱いを監督することができる。
各裁判所は部門に分かれており、主任裁判官（主席裁判官または会計検査院の副裁判官を兼任）と2人の準裁判官から構成されている。裁判官には任期があり、一部の裁判官はフランス会計検査院の検察庁のもとで検察官の職務を担当する評議委員を兼務している。地域裁判所は、以下の分野を専門としている。
- 地方公共団体の予算使用および管理に関する予算監査および評価
- ある地域管轄内の機関および機関（地方政府または公共機関（組合または労働組合）が出資または援助する公共機関（学校、公営住宅、病院）または団体を対象とした監査
- 会計管理の効率性評価

誤記が見つかった口座は借方に記入され、不履行または架空の口座は地方県知事に照会される。
人口3,500人未満の町、および領収書の総額が75万ユーロ未満の町の会計は、自動的に地元の県または地域の財務局に照会される。地方監査裁判所の判決は、同裁判所または会計検査院に上訴できる。

## 人物

### 歴代院長

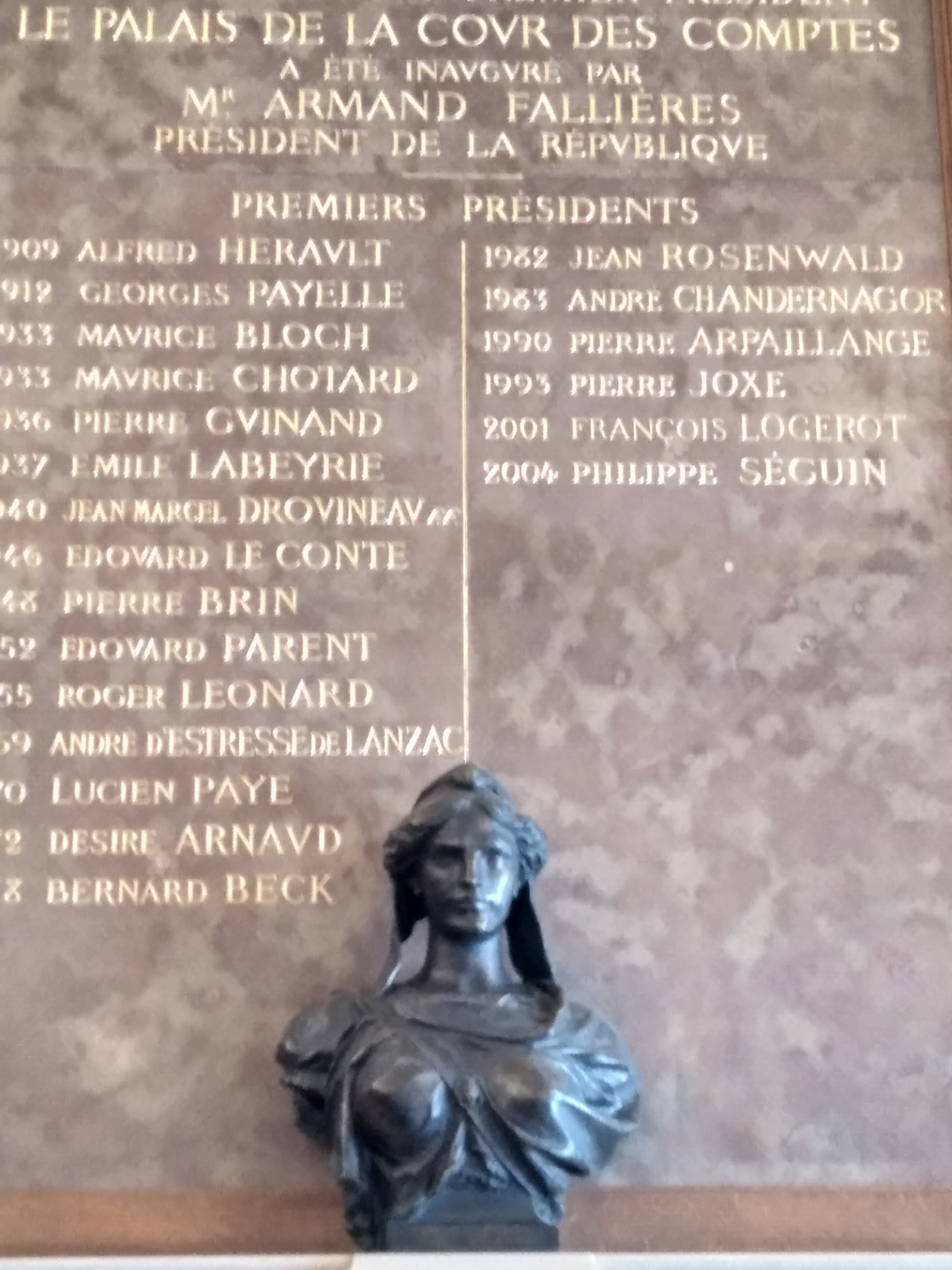
1912年に現在の建物に移転してからの歴代会計検査院長一覧

- François Barbé-Marbois (1807-1834)
- Jean-Baptiste Collin de Sussy (815)
- Félix Barthe (1834-1837、1839-1863)
- Joseph Jérôme Siméon (1837-1839)
- Ernest de Royer (1863-1877)
- Jules-Joseph Petitjean (1877-1880)
- Paul Louis Gabriel Bethmont (1880-1889)
- Gustave Humbert (1890-1894)
- Ernest Boulanger (1894-1900)
- Henri Labeyrie (1900-1901)
- Félix Renaud (1901-1907)
- Charles François Laurent (1907-1909)
- Alfred Hérault (1909-1912)
- Georges Payelle (1912-1933)
- Maurice Bloch (1933)
- Maurice Chotard (1933-1936)
- Pierre Guinand (1936-1937)
- Émile Labeyrie (1937-1940)
- Jean-Marcel Drouineau (1940-1946)
- Édouard Le Conte (1946-1948)
- Pierre Brin (1948-1952)
- Édouard Parent (1952-1955)
- Roger Léonard (1955-1959)
- André d'Estresse de Lanzac de Laborie (1959-1970)
- Lucien Paye (1970-1972)
- Désiré Arnaud (1972-1978)
- Bernard Beck (1978-1982)
- Jean Rosenwald (1982-1983)
- André Chandernagor (1983-1990)
- Pierre Arpaillange (1990-1993)
- Pierre Joxe (1993-2001)
- François Logerot (2001-2004)
- Philippe Séguin (2004-2010)
- Didier Migaud (2010-2020)
- Pierre Moscovici (2020-present)

### その他の人物
- Bernard Attali
- François d'Aubert
- David Azéma
- Dominique Baert
- Julien Bargeton
- Claire Bazy-Malaurie
- Jean-Louis Bourlanges
- Jean Castex
- Jacques Chirac
- Charles de Courson
- Marie-France Garaud
- Jean de Gaulle
- Brigitte Girardin
- Henri Guaino
- François Hollande
- Alain Lamassoure
- Alain Lambert
- Dominique Lefebvre
- Alain Le Roy
- Bernadette Malgorn
- Juliette Méadel
- Étienne Pflimlin
- Bruno Racine
- Rémy Rioux
- Jean-Pierre Soisson
- Emmanuelle Wargon